# Męcinka

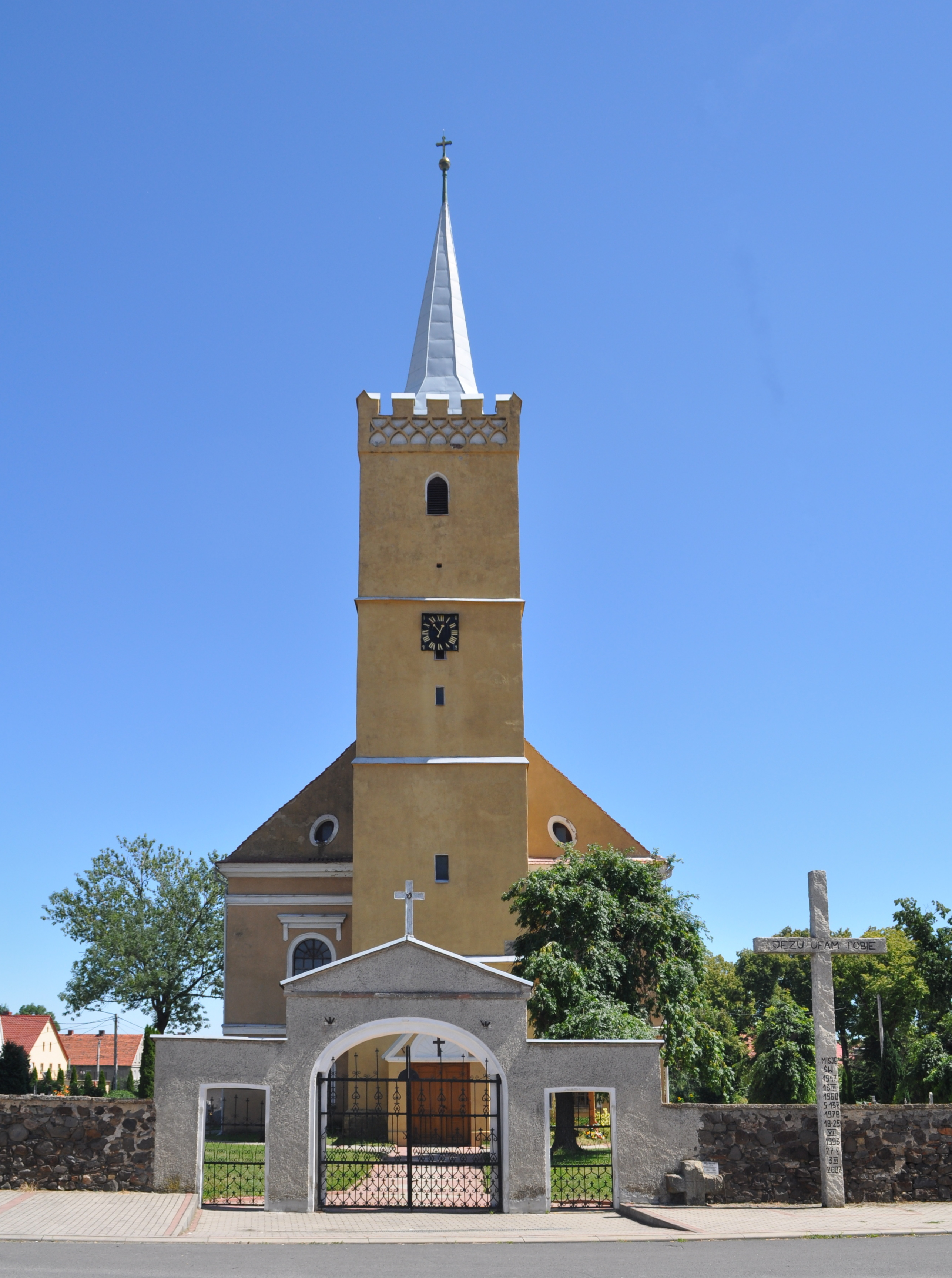
Kirche

Męcinka [mɛɲˈʨiŋka] (deutsch Herrmannsdorf) ist ein Dorf im Powiat Jaworski der Woiwodschaft Niederschlesien in Polen. Es ist Sitz der gleichnamigen Landgemeinde mit 5007 Einwohnern (Stand 31. Dezember 2020).
Es liegt acht Kilometer nordwestlich von Jawor (Jauer) im nordöstlichen Hügelland des Katzbachgebirges. Seine höchsten Erhebungen bilden allerdings der Heßberg (445 m NN) und Eichberg (460 m NN). Der nordöstliche Bereich der Gemeindeflur wird von der Nysa Szalona (Wütende Neiße) begrenzt, durchflossen bzw. von dem angestauten Wasser überflutet.

## Geschichte
Męcinka geht ursprünglich auf eine kleine slawische Siedlung zurück, die Dobrowice(?) genannt wurde. Der Ort wurde erstmals 1297 urkundlich erwähnt. Um 1200 erfolgte die deutsche Besiedlung durch Bauern aus Franken und Hessen. Das Straßendorf ließ ursprünglich eine gewisse Geschlossenheit durch seine planmäßige Anlage erkennen. Durch den Ort verlaufen zwei Straßen. In der Mitte des Dorfes entlang des Dorfbaches „Dorpicht“ ist ein langer Angerbereich. Von außen ist das Dorf mit einer umgehenden Dorfmauer aus Feldsteinen befestigt. In der Mitte des Ortes steht die alte Dorfkirche, die dem hl. Apostel Andreas geweiht wurde. Sie soll bereits zu Zeiten der Herzogin Hedwig von Andechs errichtet worden sein, wird aber erstmals im Jahre 1327 erwähnt. Ihre reiche Innenausstattung lässt auf die Frömmigkeit der Einwohnerschaft und auf ihre Spendenbereitschaft schließen. Herrmannsdorf gehörte bis 1327 als Filiale zum Kirchspiel Schlaup.
Die Umgebung gehört zum ältesten Siedlungsbezirk Schlesiens. Goldberg wurde 1211 als erste Stadt nach deutschem Recht (Magdeburger Stadtrecht) gegründet (Löwenberg 1217 – ebenfalls Magdeburger Stadtrecht). Mit anderen Nachbardörfern war der Ort ein Klosterdorf des Zisterzienserklosters Leubus. Dieses war bis zur Säkularisation im Jahre 1810 das älteste Zisterzienserkloster von Schlesien (1163). Das Kloster erwarb bereits 1291 Flächen des damaligen Ortes, was urkundlich festgehalten wurde: „[…] Bolko, Herzog von Schlesien, durch den Ritter Henricus, genannt Bohemus, 25 Lehnshufen an den Abt des Klosters Leubus […]“.
Bemerkenswert für das gepflegte Ortsbild waren die zahlreichen Kreuze, Kreuzigungsgruppen, die Kapellen und Bildstöcke in den privaten Grundstücken. Neben der religiösen Betreuung und Förderung durch die Mönche des Klosters Leubus gehörten auch die Erziehung, Bildung und Kunst sowie die Anleitung zur Land- und Forstwirtschaft zu ihrem Programm.
Frühzeitig wurde zum Aufstieg auf den Heßberg (446 m NN – ein zerklüfteter Basaltberg) ein hölzerner Kreuzweg durch Mönche des Klosters angelegt. Dieser wurde 1748 erneuert und wieder geweiht. Die etwa zwei Meter hohen, steinernen Stationen standen unter Denkmalschutz und sind bis heute erhalten. Wegen seines steilen Anstiegs ist der Kreuzweg schwer zu begehen. Nichtsdestotrotz wurde er über viele Jahrhunderte hinweg und wird bis heute für viele Andachten und Prozessionen genutzt. Die Bepflanzung der beiden Weinberge (ehemalige Basaltstöcke) mit Weinreben und deren Pflege geht ebenfalls auf die Mönche aus Leubus zurück.
Im Jahre 1826 kam es zu einem Großbrand von 10 Bauernhöfen im Niederdorf. Durch die geschädigten Bauern entstand 1827 der Ortsteil Neu-Herrmannsdorf (genannt „Neudorf“). Als Ersatz für die viel zu kleine, alte Schule wurde 1938 eine neue, moderne Landschule errichtet.
Die Aufschlüsse und Lagerstätten in der gesamten Gegend um Męcinka zeugen von den verschiedensten Epochen erdgeschichtlicher Entwicklung. So gibt es neben den Lagerstätten von Sand, Lehm und zahlreichen Basaltvorkommen auch Gangbereiche, in denen verschiedene Erze abgebaut wurden. Davon zeugt unter anderem der alte Rudolph-Stollen. Er wurde über Jahrhunderte mehr oder weniger erfolgreich aufgefahren. In mehreren Steinbrüchen wurde über viele Jahre hinweg Basalt abgebaut.
Herrmannsdorf mit seiner Umgebung war oft Schauplatz von Schlachten und Kriegen. Dazu zählen u. a. die Mongolenübergriffe 1241 (Schlacht bei Wahlstatt), die Schlacht an der Katzbach (1813) und das Kriegsgeschehen des Zweiten Weltkrieges im Winter 1944. Die am Ort vorbeiführende Goldberger Chaussee, eine alte Handels- und Militärstraße, ist seit Alters her eine der wichtigsten Verbindungen am Rande des Katzbachgebirges nach Westen hin.
1939 lebten in Hermannsdorf 968 Einwohner. Die Ortsflur umfasste ca. 1250,2 Hektar. Dazu kam der Forstbezirk „Mönchswald“ mit 796,1 Hektar Waldbestand.

## Sehenswürdigkeiten und Ausflugsziele
Zu den beliebtesten Ausflugszielen, besonders für die Städter, zählten die Buschhäuser und der Mönchswald. Der gesamte Mönchswald (lateinisch silvae moncharum) war ebenfalls bis zur Säkularisation 1810 Besitz des Klosters Leubus. Zwar lagen die Buschhäuser unmittelbar an der Ortsgrenze zu Herrmannsdorf, gehörten aber noch zu Hennersdorf. Der gesamte Mönchswald war durch den Riesengebirgsverein gut erschlossen und mit Aussichtstürmen versehen, die eine gute Aussicht in die Umgebung bieten. Das Forstamt in den Buschhäusern war zuständig für die Bewirtschaftung des gesamten Mönchswaldes und sorgte für eine gut gehende Holzwirtschaft.
Die Umgebung von Męcinka ist reich an Funden aus vorhistorischer Zeit. Der Heßberg, der Burg-Berg und andere Erhebungen lassen Reste von Wehranlagen und Kultstätten erkennen. Der bemerkenswerteste Fund wurde an den Teufelssteinen am Fuße des Heßberges gemacht. Dort wurde 1907 ein goldenes Stirnband aus illyrischer Zeit gefunden (900–700 v. Chr.).Auf eine sehr frühe Besiedlung vor 1000 weisen viele Funde in den Nachbarorten hin. Dort wurden Unzen und Gebrauchsgegenstände gefunden, welche in die Bronzezeit bzw. Eisenzeit datiert wurden.

## Zeittafel (Auswahl)
Um 900 wurde bereits eine Burg im späteren Breslau durch den böhmischen Herzog Vratislavia gegründet. Im Jahr 966: schließt sich Mieszko I. der römischen Kirche an, nachdem er 963 den deutschen Kaiser Otto I. als Lehnsherren anerkannte. Im Jahr 1000 wurde das Bistum Breslau gegründet. 1017 erwähnte Thietmar von Merseburg die erste deutsche Siedlung Nimptsch in Schlesien. Im Jahr 1172 holte Herzog Boleslaw, der Lange, die ersten 12 Zisterziensermönche vom Kloster Pforta (Saale) nach Leubus. 1175 wird der Konvent in Leubus wirksam und beabsichtigt, deutsche Bauernsiedlungen im dünn besiedelten Schlesien anzulegen. Herzog Heinrich I., der Bärtige, von Liegnitz vermählt sich mit Hedwig, der Tochter des bayerischen Herzogs von Meranien Berthold von Andechs.
Um 1200 kommen viele Franken, Thüringer und Flamen als deutsche Siedler in den dünn besiedelten Raum Schlesien. In nur wenigen Jahrzehnten wurden hier 1500 deutsche Dörfer und 63 Städte gegründet. 1241 kämpft Herzog Heinrich II., Sohn der hl. Hedwig und Heinrich I., mit Verbündeten in der Mongolenschlacht und fällt am 9. April 1241 bei Wahlstatt. Im Jahr 1242 wurde Pfarrer Valentin (Valentius) von Jauer in einer Urkunde Herzog Boleslaus als Zeuge benannt. 1291 wurde die erste gesicherte Bestätigung von Herrmannsdorf in der Urkunde Hayn (Bolkenhain) vom 13. März 1291 erwähnt. Das Kloster kaufte 25 Lehnhufen in Herrmannsdorf für 200 Mark Silber vom Ritter Henricus dictus Boehemus. 1303 wird Jauer Hauptstadt des Fürstentums.
1314–1346 war Jauer ein selbständiges Fürstentum. 1327 trat in Herrmannsdorf, bisher Filiale von Schlaup Pfarrer Michael von Schlaup (Slub) das beanspruchte Kollations- und Patronatsrecht an den Abt Johann von Leubus ab. 1329 (1327?) stellten sich alle schlesischen Piastenfürsten unter die Lehnshoheit der böhmischen Krone. Am 24. August 1335 verzichtete Trentschin – Polenkönig Kasimir III., der Große, für immer auf Schlesien und stellt keinerlei Ansprüche mehr darauf. Dies besiegelte er mit einem Vertrag. 1348 wird Schlesien von Karl IV., als deutscher König, ab 9. Oktober 1355 als römischer Kaiser, (Heiliges Römisches Reich Deutscher Nation) feierlich in die Krone Böhmens inkorporiert. 1392 fällt das Herzogtum Jauer an Kaiser Karl IV. (er vermählt sich mit „Fräulein von Jauer“ – einer Nichte Bolkos II.).
1427 fand der Hussitenkrieg mit großen Verwüstungen statt. 1453 brach die Pest in der gesamten Umgebung (in Jauer sterben etwa 2000 Einwohner an der Pest) aus. 1742 fällt Schlesien an Friedrich den Großen und wird preußisch. 1748: wird der Stationsweges zum Herrmannsdorfer Heßberg durch Abt Thomas von Leubus neuaufgelegt. 1810 fand die Säkularisation der Klöster Leubus, Grüssau, Wahlstatt (u. a.) statt. Kloster Leubus war dabei das mächtigste Kloster in Schlesien. König Friedrich Wilhelm III. lässt alle Klöster, einschließlich der Fürstbischöflichen Domkirche in Breslau, auflösen. 1818 wurde die Kirche (Zustand 1945) umgebaut. Der Glockenturm wurde von der Vorgängerkirche übernommen. Pfarrer Christian nennt 1228 als Baujahr dafür. 1826 gab es den zweiten Großbrand in Herrmannsdorf. Ein Jahr später wurde Neu-Herrmannsdorf neugegründet und durch die Bauern, die in dem abgebrannten Hermannsdorf lebten, bezogen. 1854 wurde die Eisenbahnlinie von Jauer nach Liegnitz und Königszelt fertiggestellt.
1904 wurde das Schwesternhauses und 1937: die neue dreiklassigen Landschule in Herrmannsdorf gebaut. Die Landschule wurde 1938 bezogen und die erste Klassen eingeschult. 1938 wurden drei Siedlungshäuser für fünf kinderreiche Familien gebaut. Während des Zweiten Weltkriegs der am 1. September 1939 begann, wurden 1944 verstärkt die deutsche Wehrmacht (Goldberger Chaussee und anderer naher Verkehrsverbindungen) im Dorf bewegt. Im Januar/Februar 1945 nehmen Deutsche Truppenteile weitere Stellungen auf dem Breiten Berg und der näheren Umgebung sowie im Ort ein. Wegen der schweren Kämpfe in der Umgebung (Jauer, Striegau, Liegnitz u. a.) wiesen Wehrmacht und SS die Bewohner des Ortes in weniger gefährdete Orte, einschließlich der Tschechoslowakei, aus. Am 12. Februar 1945 besetzte die Rote Armee die Kreisstadt und andere Orte der Umgebung. Es folgten heftige Kämpfe in der Umgebung von Herrmannsdorf. Am 8. Mai 1945 war der Krieg offiziell zu Ende. Schlesien kam unter polnische Verwaltung. Es waren bereits viele Bewohner von Herrmannsdorf (einschließlich angekommener Flüchtlinge) ab Januar 1945 in verschiedenen Etappen und in verschiedene Richtungen weggegangen oder geflüchtet. Ein Teil blieb in wesentlichen Teilen des ehemaligen Reiches, der überwiegende Teil kehrte nach Herrmannsdorf zurück. In den Folgemonaten kamen zunehmend Polen mit ihren Familien in den Ort, ließen Wohnungen und Häuser räumen und bezogen diese.
Im Juni 1945 versuchte die polnische Miliz, die Bewohner zu vertreiben. Die sowjetischen Truppen ordneten die Rückkehr in die Heimatorte an. Bis Oktober 1946 wurden in verschiedenen Trecks die noch anwesenden Dorfbewohner vertrieben. Der erste Treck wurde nach Sandkrug/Oldenburg, der zweite nach Stadthagen, der dritte ins Erzgebirge und der letzte in die Gegend von Berlin geschickt.

## Gemeinde
Zur Landgemeinde (gmina wiejska) Męcinka mit einer Fläche von 147,8 km² gehören das Dorf selbst und 13 weitere Dörfer mit Schulzenämtern (sołectwa).